# Погашення пером

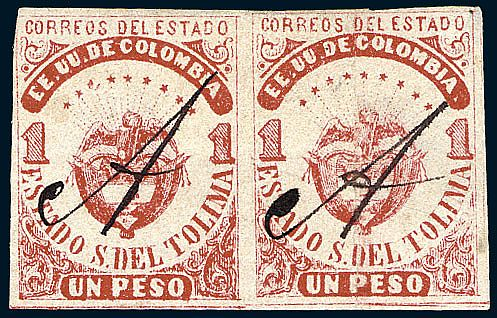
Поштові марки Толіми з погашенням пером

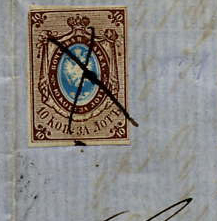
Погашення пером на російській поштовій марці

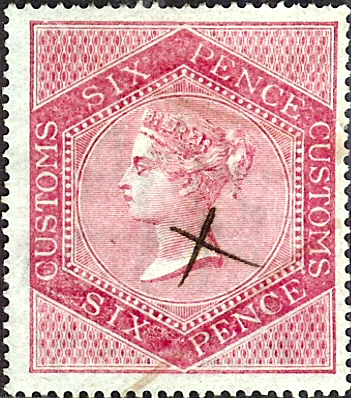
Погашення пером на фіскальній марці

Погашення пером — у філателії погашення поштової чи фіскальної марки за допомогою пера, маркера чи олівця.

## Використання
На початку появи марок погашення пером було звичайним явищем. Сьогодні марки майже завжди гасять ручним або машинним штампом, оскільки так швидше. Погашення пером все ще іноді можна побачити, коли поштовому службовцю потрібно погасити марки, пропущені автоматом для гасіння.
Немає фіксованих термінів для різних типів гашення пером, але знак у вигляді двох перехрещених ліній називають X-гашенням. Погашення пером також можуть мати форму нотаток погашувача, міста, в якому відправлення було надіслано, або ініціалів місцевого начальника пошти.
Позначка пера може вказувати на фінансове (податкове) використання; однак на початку появи поштових марок іноді використовували погашення пера, оскільки не було ручного штемпеля, наприклад у Нікарагуа, де погашення пера використовували протягом семи років після появи перших марок у 1862 році.

## Цінності
Використана поштова марка з ручним погашенням зазвичай коштує набагато менше, ніж марка, погашена ручним або машинним штампом. Зокрема, додаткова інформація з ручної марки втрачається, а погашення ручки може вказувати на фінансове (дохід), а не на поштове використання. Проте погашення ручок є поширеним методом погашення марок, який використовується у фіскальних цілях. Марки, позначені як дійсні як для поштових витрат, так і для отримання прибутку, зазвичай коштують менше, якщо їх використовувати для фіскальних цілей.

## Фальсифікація
Деякі люди намагалися видалити погашення пером із використаних марок, щоб вони виглядали як більш цінні марки-гроші.